# Notacanthus bonaparte
Espèce
Notacanthus bonaparte est une espèce de poisson appartenant à la famille des Notacanthidés.